# Alfred Rossel
Alfred Rossel (* 1841 in Cherbourg, Normandie; † 1926 in Cherbourg) war ein französischer Liedermacher (Chansonnier) und Komponist der hauptsächlich im normannischen Dialekt der Langues d’oïl dichtete.
Rossel begann ab 1872 für regionale folkloristische Feste zu komponieren. Er gilt als bekanntester Liedermacher der Normandie und seine Lieder, besonders das als inoffizielle normannische Hymne geltende Sus la mé, sind noch heute populär.